# Viriclanis
Viriclanis este un gen de molii din familia Sphingidae. Conține o singură specie, Viriclanis kingstoni, care este întâlnită în Tanzania.